# Tir FITA
Pour les articles homonymes, voir Tir olympique.
Le tir FITA ou tir olympique est la discipline de tir à l'arc pratiquée lors des jeux olympiques. Il s'agit d'un tir effectué à 70 m sur cible anglaise. Le record est détenu par la Sud-Coréenne Lim Sihyenon depuis le 25 juillet 2024 aux Jeux olympiques d'été de 2024 avec 694 points sur 720 possibles.

## Cibles

Cible de tir à l'arc à 10 anneaux

Lors d'un Tir FITA, les archers tirent 12 volées de 6 flèches. Ils ont 240 secondes pour tirer une volée. 
Les cibles mesurent :
- Poussins : 80 cm à 20 mètres
- Benjamins : 80 cm à 30 mètres
- Minimes : 80 cm à 40 mètres
- Cadets / Seniors 3 : 122 cm à 60 mètres
- Juniors / Seniors 1 / Seniors 2 : 122 cm à 70 mètres
- Arcs à poulies : 80 cm (6 zones) à 50 mètres

## Compétitions
Ces compétitions permettent notamment de gagner des badges.